# Swedex
Swedex — це мовний сертифікат, що підтверджує знання шведської мови на рівні «A2», «B1» або «B2» (відповідно до критеріїв Ради Європи). Іспит складається з таких частин:
- розуміння письмового тексту,
- лексика і граматика,
- прослуховування,
- редагування письмового тексту,
- співбесіда (усний іспит).

Іспит організовується шведським університетом. Уповноважені для проведення іспитів є відповідні центри вишів.